# Aino Calonius
Aino Siviä Calonius, född 11 september 1881 i Viborg, Finland, död okänt år, var en finländsk operasångerska (mezzosopran). 

## Biografi
Calonius var dotter till kronolänsmannen Bengt Sigrid Calonius (1825–1907) och dennes maka Elvina Constantina Charlotta Åkerman (1838–1909). I familjen föddes sju barn. Aino Calonius farfars farfars brorson var juristen Matthias Calonius.
Redan 1905 gav Calonius en konsert tillsammans med föreningen Nuorten Naisten Kristillinen Yhdistys ("Unga kvinnors kristna förbund"). Senare studerade hon sång vid Helsingfors musikinstitut under ledning av Alexandra Ahnger och sitt första uppmärksammade framträdande var i Oskar Merikantos pjäs Pohjan neiti då den sattes upp första gången på Nationalteatern den 16 november 1908.
När Edvard Fazer i februari 1909 bildade ensemblen för operaföreställningarna vid Nationalteatern, ingick Calonius tillsammans med Hjalmar Frey, Wäinö Sola, Agnes Poschner, Ester Forsman, Ida Korander, Bruno Jorma, Yrjö Somersalmi, Iivari Kainulainen, Irene Renvall, Constance Neumann och Alma Auer. Repertoaren för våren bestod av pjäserna Flygande holländaren, Don Juan och Eugene Onegin. Huvudrollsinnehavaren för samtliga var John Forsell. I mars och april 1909 spelade Calonius i Haakon Jarl, vilken sattes upp i Helsingfors tillsammans med Sällskapet Muntra Musikanter.
1910 inledde hon sångstudier hos Selma Nicklass-Kempner vid Sternska konservatoriet i Berlin. Andra finländare som studerade där samtidigt var Wäinö Sola, Aino Halonen, Juho Koskelo, Bruno Jorma och Eino Rautavaara. Sin första konsert efter att studierna i Berlin inletts, gav hon i Helsingfors i oktober 1912. Kritiken blev inte god; Bis (Karl Fredrik Wasenius) för Hufvudstadsbladet ansåg att Calonius som elev till Ahnger hade en "av naturen intressant röst", men att de fortsatta studierna resulterat i en hård klang och dålig andhämtning samt att Calonius sjöng med en "oskön, vriden munställning". En annan recensent för Dagens Tidning skrev att hennes sång var "ovanligt osjälvständig, ovanligt stereotyp, blottar en ovanligt ytlig uppfattning av liederna, ett ovanligt svagt temperament". Recensenten ifrågasatte Calonius' plats som artist med orden: "En sjungande dam af frk. C:s art skall på sin höjd ägna sin sång åt familjesamkvämen".
I december 1912 ansökte Calonius om ett nytt konstnärsstipendium för att kunna fortsätta studierna i Berlin. Den 3 maj 1913 spelade hon Azucena i Trubaduren och den 3 juni samma år spelade hon i Achilles, vilka sattes upp på konservatoriet Stern. För insatsen i Trubaduren fick hon mycket goda vitsord i den tyska pressen och ansågs vara betydligt bättre än sina motspelare. Studierna vid Stern-konservatoriet avslutades på våren 1914.
På 1920-talet flyttade Calonius till Königsberg i Ostpreussen, nuvarande Kaliningrad i Ryssland. Hon upptas i stadens skådespelare- och adressbok för år 1924 och var där till yrket konsertsångerska. Finska Rundradion sände vid två tillfällen radiosändningar från Königsberg med Calonius' medverkan; i mars 1928 en körkonsert, där Calonius ingick med några tyska solister, och i juli 1929, där Calonius sjöng solo ackompanjerad av en tysk orkester. I juni 1929 inbjöds de finländska sångarna Theodor Weissman och Aapo Similä genom Pohjoismainen Sähkö Oy att göra skivinspelningar för bolaget Homocord i Berlin. I den vevan fick Calonius tillfälle att sjunga in nio skivor på finska, varav en var Sam Sihvos Jääkärin morsian ("Jägarsoldatens brud"), vilken gjordes i sällskap av Similä, Weissman och studioorkestern med kör. Hon var boende i Königsberg ännu 1935.

## Skivinspelningar
| Datum     | Plats  | Sånger | Ackompanjemang     |
| --------- | ------ | --- | ------------------ |
| juni 1929 | Berlin | Aallon kehtolaulu Illalla Kesäpäivä Kangasalla Tuli Pohjosta äitini kulta Kullanmurunen Jääkärin morsian 1–2 Miksi laulan Kun pusta valkenee Äiti, äiti älä soimaa | Homocord-orkestern |